# カルロス・モントーヤ
カルロス・フェルナンド・ナバーロ・モントーヤ（Carlos Fernando Navarro Montoya、1966年2月26日 - ）は、コロンビア・メデジン出身の元サッカー選手、サッカー指導者。元コロンビア代表である。現役時代のポジションはゴールキーパー。

## 経歴
アルゼンチンのCAベレス・サルスフィエルドからデビューし、その後もアルゼンチンのクラブを中心にプレーしたモントーヤは、アルゼンチン代表への招集を望んでいた。しかし、1985年にコロンビア代表として1試合に出場しているため、それは叶わなかった。

## タイトル

### クラブ
ボカ・ジュニアーズ
- プリメーラ・ディビシオン : 1992A
- スーペルコパ・スダメリカーナ : 1989
- レコパ・スダメリカーナ : 1990
- コパ・マステル・デ・スーペルコパ : 1992
- コパ・オーロ : 1993

### 個人
- アルゼンチン年間最優秀選手賞 : 1994